# Navas del Rey
Navas del Rey è un comune spagnolo di 3 062 abitanti (2021) situato nella comunità autonoma di Madrid.